# Camilla Guerrieri Nati
Camilla Guerrieri Nati, född 1628, död efter 1693, var en italiensk målare. Hon var verksam i Florens och var anställd som hovmålare hos Vittoria della Rovere, storhertiginnan av Toscana. Hon har kallats för den första hovmålaren hos ätten Medici. 